# Al Mufrah
Al Mufrah é uma cidade do Yemen, de latitude 15.2781, longitude 43.2375 e altitude 154 metros.